# 伦纳德·马尔汀电影指南
伦纳德·马尔汀电影指南（Leonard Maltin's Movie Guide）是一本电影评论手冊，它于1969年首次出版，1978年后每半年更新一次，1986年后每年更新一次。2014年9月出版最終版。 該手冊使用星级评分系统，最低评级是“BOMB”。